# 蘭迪德諾
蘭迪德諾是一個臨海城鎮，位於威爾斯的康威郡自治市內。維多利亞時代中期時為了設立一個度假勝地而築成。由於偏離於1848年開設的北威威爾斯沿海鐵路，遂於1858年開設支線由蘭迪德諾交滙站往來蘭迪德諾站。
蘭迪德諾最早於1864年就被譽為威爾斯度假勝地之后（Queen of the Welsh Resorts），現已成為威爾斯最大的海邊渡假地之一，坐落於威爾斯大陸與大歐姆半島。
蘭迪德諾的名稱來自教區的聖人Saint Tudno，並融入周邊城鎮 Craig-y-Don、Llanrhos等市名演化而成的。鄰近還有迪甘韋（Deganwy）的小城市。

## 景點
蘭迪德諾海灣及北海岸（Llandudno Bay and the North Shore）
大歐姆陸岬跟小歐姆間有著連綿且廣闊的沙岩，以優美的孤度伸延達2英里。北岸的大部份沿海範圍均設有長且呈新月形的維多利亞式海濱長廊。長廊與行車道中間有一列列的花圃作為分隔，且建有不少旅館及民宿。海灣中心，則有北威爾斯影院（後更名為Venue Cymru）及北威爾斯會議中心。另有還設有遊艇俱樂部。
蘭迪德諾碼頭 （Llandudno Pier）
為第二級登記在冊建築物，建於1878年，376米長。於1884年再往陸地方向擴展，增加出口，令全長增為700米。碼頭有酒吧、咖啡座、長廊商場及兒童露天馬戲團。碼頭兩旁有一系列的商店，售賣各種工藝品、草本藥物及紀念品等。夏天時值，於碼頭入口附近更會有龐趣與裘蒂（Punch and Judy），即英國始於1860年的傳統木偶劇表演。
大歐姆（Great Orme）
為由石灰岩形成的陸岬，由康威郡自治市效外服務管理的自然保護區。設有多條路徑能登往高峰。多種珍貴動植物及候烏均淒息在坑洞、平地，以至沿崖。
大歐姆銅礦為青銅時代中一個極其重要的礦場。於公元前600年廢棄。因羅馬關係而於1692年重開，直至19世紀末期。礦場於20世紀再度重啓，但巳轉化為一個收費設施，讓公眾經歷青銅時代的採礦工作。
大歐姆水井在石灰形成的地域有天然水資源是非常難得的，大歐姆卻有不少水井至今仍有出水，而且還供需給當時需要大量水以進行開採的銅礦。
大歐姆登山電車（Great Orme Tramway）是世界上僅餘的3條還以電纜拉動的電車之一，1902年啓用，沿山道往上，到頂峰為終點。頂峰設有綜合館，有餐廳、遊客中心、酒館及拉角子老虎機的小館，也能遠眺一望無際的景色。在明朗的日子，更可能從地平線上捕捉到湖區及曼島。
快活谷 （Happy Valley）
以前為一採石場，乃莫斯籐勳爵（Lord Mostyn）為慶祝維多利亞女王金禧，於1887年給這鎮的禮物。此地被景觀美化後建成花園，及兩個小型高爾夫球場、一個球穴區，及露天劇場連草坪。1969年開放大歐姆吊車（The Great Orme Cabin Lift），作為大歐姆登山電車的另一選擇。因受歡迎程度遞減，露天劇場及高爾夫球場於1987年改建為人造滑雪場及雪橇道。花園亦重新修葺。
莫斯籐街（Monstyn Street）
在海濱長廊靠近內陸的橫街道為莫斯籐街，為主要購物區。容納著大街商店餐廳、銀行、兩間教堂、一小型商場以及鎮級公共圖書館。亦為逢5月舉行的维多利亞式狂歡節的慶祝地點。
维多利亞式狂歡節（Victorian Extravaganza）
每年5月公眾假期的周末，都會舉辦為期三日的維多利亞嘉年華。莫斯藤街會搖身一變成為公共露天遊樂場。狂歡節的第二天會有巡遊，附近的街道也會成為巡遊路線之一。
北威爾斯劇院 （Venue Cymru）
成為海濱長廊的百年地標。最早歷史能追溯至1894年。原名為維多利亞皇宮及後經過多次改名才命名為Venue Cymru。以歌劇製作、樂團演奏、冰演及啞劇而略有名氣。